# NGC 2940
NGC 2940 (другие обозначения — MCG 2-25-12, ZWG 63.23, NPM1G +09.0192, PGC 27448) — галактика в созвездии Лев.
Этот объект входит в число перечисленных в оригинальной редакции «Нового общего каталога».
Галактика имеет маленькую звёздную массу и необычно большую дисперсию скоростей (367 км/с), что предполагает наличие в центре сверхмассивной чёрной дыры с массой 1,8 миллиардов масс Солнца.